# Emma Hauck
Emma Hauck (nata Nusser o Nuser) (Ellwangen, 14 agosto 1878 – Wiesloch, 1º aprile 1920) è stata un'artista tedesca appartenente alla corrente Art Brut, nota per le numerose lettere artistiche scritte durante il ricovero in un ospedale psichiatrico.

## Biografia
Emma Hauck nacque ad Ellwangen il 14 agosto 1878. Originaria di un'umile famiglia tedesca, fino al suo matrimonio lavorò come assistente nella sartoria della madre, senza avere alcuna formazione professionale. Nel 1905 sposò Michael Hauck, un insegnante di scuola secondaria a Mannheim, con cui ebbe due figlie. Dopo diverse crisi depressive, che imputò ad un bacio datole dal marito, nel dicembre 1908 si allontanò dalla sua famiglia, andando a vivere da sola, perché temeva che il marito o le figlie potessero avvelenarla o infettarla. Il 7 febbraio 1909 venne ricoverata all'ospedale psichiatrico dell'Università di Heidelberg e dopo un mese venne dimessa, andando a vivere a casa della madre. Le sue condizioni peggiorarono rapidamente e, il 15 maggio dello stesso anno, fece ritorno in ospedale, dove le venne diagnosticata una demenza precoce. Il 26 agosto, dopo essere stata considerata incurabile, venne trasferita al manicomio di Wiesloch, dove morì nel 1920.

## Le lettere

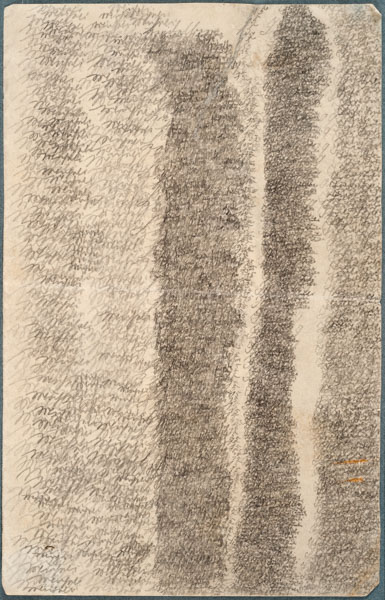
Emma Hauck, Brief an den Ehemann (1909)

Nell'estate del 1909, durante il suo secondo ricovero, scrisse una serie di lettere al marito, che non vennero mai spedite ma archiviate nel suo fascicolo clinico. Scrisse le sue lettere a matita su fogli sottili di carta da lettere. Nelle lettere più leggibili, chiedeva al marito di riportarla a casa, chiedeva informazioni sulle figlie ed esprimeva il desiderio di tornare a una vita normale. Secondo i medici la paziente in realtà nutriva una "profonda avversione psicologica" verso la sua famiglia, e quanto scritto nelle lettere non corrispondeva ai suoi reali desideri. Nelle lettere meno leggibili sovrascriveva il testo iniziale con ripetute sequenze di parole, sovrapposte e scritte in modo compulsivo, come "Herzensschatzi komm", "komm komm komm" e ripetizioni dei nomi "Bartli" e "Schatzi". Queste ripetute sovrascritture compongono vere e proprie strutture grafiche composte da scure colonne verticali, dense e illeggibili, con sfumature e tonalità variabili e caratteristiche comuni alla scrittura asemica. 
Nel 1922 lo psichiatra e storico dell'arte Hans Prinzhorn riprodusse una delle lettere nel suo libro Bildnerei der Geister Kranken, raffigurandola erroneamente capovolta. Tutte le lettere sono conservate all'interno della Collezione Prinzhorn, presso l'ospedale dell'Università di Heidelberg.

## Principali esposizioni
- Mostra Beyond Reason: Art and Psychosis[2], Hayward Gallery, (Londra) - 1996
- Mostra The Prinzhorn Collection: Traces upon the "Wunderblock", Drawing Center[9] (New York) e Hammer Museum[10] (Los Angeles) - 2000
- Mostra itinerante Wunderhülsen & Willenskurven – Bücher, Hefte, Kalendarien aus der Sammlung Prinzhorn, Stadtmuseum (Jena) e Museum Dr. Guislain (Gent) - 2002/2004
- Mostra itinerante Irre ist weiblich, Altonaer Museum[11] (Amburgo), Art Museum Thurgau presso la Certosa di Ittingen (Warth-Weiningen), Museo delle arti di Łódź (Łódź) - 2005/2006
- Mostra Vergissmeinnicht – Psychiatriepatienten und Anstaltsleben um 1900, Heidelberg - 2010

## Influenza culturale
Nel 2000 i fratelli Stephen e Timothy Quay, in collaborazione con il compositore Karlheinz Stockhausen, realizzarono il cortometraggio In Absentia, commissionato dalla BBC e ispirato alla vita di Emma Hauck. Il film è stato riprodotto all'esposizione Quay Brothers: On Deciphering the Pharmacist's Prescription for Lip-Reading Puppets presso il Museum of Modern Art di New York del 2012/13.